# Віллу Тамме
Ві́ллу Та́мме (ест. Villu Tamme; 2 листопада 1963) — естонський музикант і політичний діяч. Серед естонської молоді та панків відомий під прізвиськом punkar Villu (панк Віллу).
Гітарист естонського гурту J.M.K.E. Кандидат в депутати естонського парламенту Рійгікогу у 2007 році від партії Erakond Eestimaa Rohelised (Партія зелених Естонії).